# Pentatominae
Sous-famille
Les Pentatominae sont une sous-famille d'insectes hétéroptères (punaises) de la famille des Pentatomidae.

## Description
C'est la sous-famille la plus diversifiée des Pentatomidae avec 660 genres et 3484 espèces décrites à travers le monde. 
Cette grande variété rend difficile la description de caractères morphologiques généraux. Les pentatominés ont généralement des antennes à cinq segments mais quelques espèces ont quatre segments, et le genre australien Omyta n'en a que trois. Les angles huméraux sont souvent simples et arrondies, mais peuvent également être pointus et proéminents comme chez les Chlorocorinis. Le scutellum est triangulaire, et mais peut parfois se terminer en forme de spatule. Les tarses ont trois segments sauf chez les Nealeriini et les Opsitomini qui n'ont que deux segments.

## Historique et dénomination
La sous-famille des Pentatominae a été décrite par l'entomologiste britannique William Elford Leach en 1815.
Le genre type est Pentatoma Olivier, 1789.

## Taxinomie
La classification des Pentatominae en tribus varie grandement selon les auteurs. Ainsi, en 1995, Schuh et Slater proposent 8 tribus  alors que d'autres auteurs reconnaissent plus de 40 tribus.
Les 42 tribus reconnus par Rider et al., 2018 sont :
- Aelini Douglas & Scott, 1865
- Aeptini Stål, 1871
- Aeschrocorini Distant, 1902
- Agaeini Cachan, 1952
- Agonoscelidini Atkinson, 1888
- Amyntorini Distant, 1902
- Antestiini Distant, 1902
- Aulacetrini Mulsant & Rey, 1866
- Axiagastini Atkinson, 1888
- Bathycoeliini Atkinson, 1888
- Cappaeini Atkinson, 1888
- Carpocorini Mulsant & Rey, 1866
- Catacanthini Atkinson, 1888
- Caystrini Ahmad & Afzal, 1979
- Chlorocorini Rider, Greve, Schwertner & Grazia, 2018
- Coquereliini Cachan, 1952
- Degonetini Azim & Shafee, 1984
- Diemeniini Kirkaldy, 1909
- Diplostirini Distant, 1902
- Diploxyini Atkinson, 1888
- Eurysaspidini Atkinson, 1888
- Eysarcorini Mulsant & Rey, 1866
- Halyini Amyot & Audinet-Serville, 1843
- Hoplistoderini Atkinson, 1888
- Lestonocorini Ahmad & Mohammad, 1980
- Mecideini Distant, 1902
- Memmiini Cachan, 1952
- Menidini Atkinson, 1888
- Myrocheini Stål, 1871
- Nealeriini Cachan, 1952
- Nezarini Atkinson, 1888
- Opsitomini Cachan, 1952
- Pentatomini Leach, 1815
- Phricodini Cachan, 1952
- Piezodorini Atkinson, 1888
- Procleticini Pennington, 1920
- Rhynchocorini Stål, 1871
- Rolstoniellini Rider, 1997
- Sciocorini Amyot & Serville, 1843
- Sephelini Breddin, 1904
- Strachiini Mulsant & Rey, 1866
- Triplatyxini Cachan, 1952